# Gródek (gmina)
Gródek – gmina wiejska w Polsce położona w województwie podlaskim, w powiecie białostockim. W latach 1975–1998 gmina administracyjnie należała do województwa białostockiego.
Siedziba gminy to Gródek.
Według danych z 30 czerwca 2012 gminę zamieszkiwały 5633 osoby. Natomiast według danych z 31 grudnia 2017 roku gminę zamieszkiwało 5278 osób.
Gmina wyróżnia się tym, że na jej terenie znajdują się obszary należące dawniej do czterech powiatów:
- białostockiego:
  - gminy Gródek (Bielewicze, Downiewo, Dzierniakowo, Gródek, Józefowo, Kołodno, Mieleszki, Nowosiołki, Pieszczaniki, Słuczanka, Sofipol, Waliły, Waliły-Stacja, Załuki, Zarzeczany),
  - gminy Dojlidy (Zasady),
- grodzieńskiego:
  - gminy Brzostowica Wielka (Bobrowniki, Jaryłówka),
  - gminy Hołynka (Chomontowce, Gobiaty, Grzybowce, Łużany, Mostowlany, Narejki, Skroblaki, Świsłoczany, Zielona, Zubki, Zubry),
- sokólskiego:
  - gminy Szudziałowo (Borki, Królowe Stojło, Radunin),
- wołkowyskiego:
  - gminy Jałówka (Wiejki, Podozierany, Straszewo, Wierobie).

## Historia
Początki gminy Gródek sięgają XI–XII w. W tym okresie był to ważny gród na szlaku Grodno-Bielsk-Drohiczyn. W też czasie osiedlił się na tych terenach ród Chodkiewiczów. Szczyt swojej świetności Gródek przeżywał w XV i XVI w., zwłaszcza w czasach Aleksandra i jego syna Grzegorza Chodkiewiczów. Wówczas założono większość wsi w dobrach gródeckich. Po śmierci Grzegorza jego spadkobiercy nie interesowali się Gródkiem, wskutek czego zaczął on podupadać. Prawdopodobnie na początku XVIII wieku, w trakcie wojny północnej, został zniszczony też zamek Chodkiewiczów, który wybudowany w XV za miastem. W XVII i XVIII w. Gródek kilkakrotnie zmieniał właścicieli. Należał do Paców, Sapiehów, Radziwiłłów. Lata wojen w okresie najazdu szwedzkiego zdziesiątkowały mieszkańców obszaru, co spowodowało zahamowanie rozwoju. W ciągu okresu przejściowego, około 1793 roku, Gródek należał do Rzeczypospolitej. Po III rozbiorze Polski znalazł się przejściowo na terytorium Królestwa Prus, a po 1807 roku należał do Carstwa Rosyjskiego. W czasie powstania styczniowego w 1863, w okolicznych lasach działały oddziały Walerego Wróblewskiego i Onufrego Duchińskiego. Po przeprowadzeniu w 1886 linii kolejowej Białystok–Wołkowysk, przebiegającej w odległości 2 km od Gródka, nastąpił intensywny rozwój całej gminy, szczególnie pod względem przemysłu włókienniczego. W tym okresie większość mieszkańców Gródka stanowili Żydzi. 
W czasie II wojny światowej, około 1941, do Gródka wkroczyli Niemcy. Po odwrocie Armii Czerwonej w pobliskich lasach zaczęły działać liczne oddziały partyzanckie, w skład których wchodzili – czynnie lub biernie – także okoliczni mieszkańcy. Jednym z takich oddziałów był oddział partyzancki im. Konstantego Kalinowskiego, którym dowodził Aleksander Karpiuk ze Straszewa. 3 czerwca 1943 za współpracę z partyzantami hitlerowcy wymordowali ludność wsi Popówka i spalili wszystkie jej zabudowania. Zginęło 37 osób. Do walki z hitlerowskim najeźdźcą stawały niejednokrotnie całe rodziny. W dowód uznania bohaterskiej postawy społeczności gródeckiej w czasie okupacji hitlerowskiej, w 1977 gmina otrzymała Krzyż Grunwaldu II klasy. W czasie wojny i niemieckiej okupacji przemysł Gródka został zniszczony, zaś ludność żydowska, spośród której rekrutowała się większość robotników, uległa zagładzie. W okresie Polski Ludowej Gródek przestał być ośrodkiem przemysłowym, a rozwój gminy nastąpił w kierunku rolniczym. Powstały spółdzielnie produkcyjne i państwowe gospodarstwa rolne. Jedyną oznaką przemysłu było wybudowanie w Gródku Zakładu Przemysłu Dziewiarskiego „Karo”, które dawały zatrudnienie wielu kobietom z całej gminy. 
Na początku lat 90. XX wieku zostało otwarte przejście graniczne w Bobrownikach. W ten sposób gmina gródecka znowu stała się pomostem na szlaku handlowym między Wschodem a Zachodem. Obecnie Gródek to obszar intensywnego rozwoju przemysłu drzewnego oraz rolnictwa. Słabe gleby nie sprzyjają uprawom, dlatego też miejscowi rolnicy upatrują dodatkowego źródła dochodu w agroturystyce.

## Zabytki
- Cerkiew Narodzenia Najświętszej Marii Panny w Gródku
- Cmentarz żydowski w Gródku
- Cerkiew św. Anny w Królowym Moście
- Cerkiew św. Jana Teologa w Mostowlanach
- Kaplica św. Kosmy i Damiana w Mostowlanach

## Struktura powierzchni
Według danych z roku 2002 gmina Gródek jest największą gminą w powiecie białostockim, ma obszar 430,6 km², w tym:
- użytki rolne: 33%
- użytki leśne: 58%

Gmina stanowi 14,43% powierzchni powiatu.

## Demografia
Według Powszechnego Spisu Ludności z 1921 roku gminę zamieszkiwało 4401 osób, wśród których 437 było wyznania rzymskokatolickiego, 2386 prawosławnego, 14 ewangelickiego, 1549 mojżeszowego a 15 określiło siebie jako bezwyznaniowcy. Jednocześnie 1211 mieszkańców zadeklarowało polską przynależność narodową, 1752 białoruską, 5 niemiecką,1432 żydowską a 1 rusińską. W gminie było 800 budynków mieszkalnych (w tym 15 niezamieszkałych).

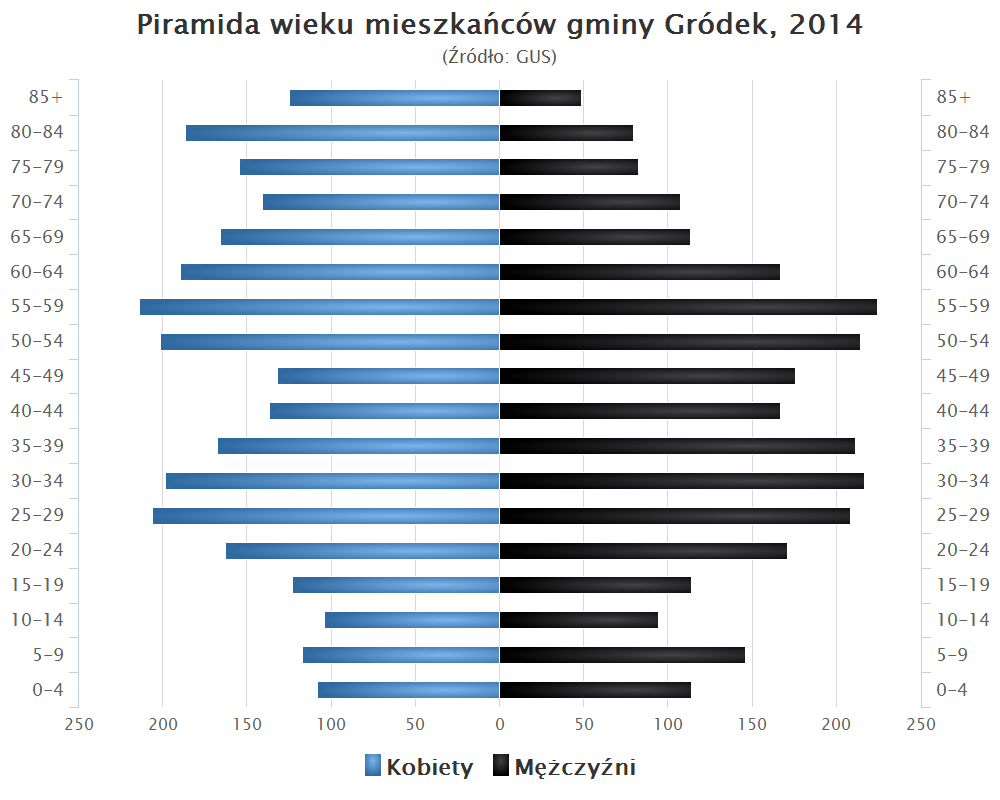
Piramida wieku mieszkańców gminy Gródek w 2014 roku

Dane z 31 grudnia 2017 roku.
| Opis                              | Ogółem | Ogółem | Kobiety | Kobiety | Mężczyźni | Mężczyźni |
| --------------------------------- | ------ | ------ | ------- | ------- | --------- | --------- |
| jednostka                         | osób   | %      | osób    | %       | osób      | %         |
| populacja                         | 5 278  | 100    | 2 713   | 51,4    | 2 565     | 48,6      |
| gęstość zaludnienia (mieszk./km²) | 12     | 12     | 7       | 7       | 5         | 5         |

## Skład narodowościowy
Według Pierwszego Powszechnego Spisu Ludności z 1921 roku większość mieszkańców ówczesnej gminy Gródek zadeklarowała narodowość białoruską (1752 osoby, co stanowiło 40% wszystkich mieszkańców gminy). Pozostali podali kolejno narodowość: żydowską (1432 osoby, 33% mieszkańców), polską (1211 osób, 27% mieszkańców), niemiecką (5 osób) i rusińską (1 osoba).
Zgodnie z wynikami Narodowego Spisu Powszechnego z 2002 roku 76,1% mieszkańców gminy Gródek zadeklarowało narodowość polską, zaś 23,07% narodowość białoruską. Wynik ten dał możliwość zastosowania na terenie gminy polsko-białoruskiego dwujęzycznego nazewnictwa geograficznego oraz wprowadzenia języka białoruskiego jako pomocniczego.
Zgodnie z wynikami Narodowego Spisu Powszechnego z 2011 roku udział mniejszości białoruskiej w strukturze narodowościowej mieszkańców gminy spadł poniżej 20%, w związku z czym mniejszość ta utraciła wspomniane w poprzednim akapicie prawa.

## Sołectwa
Bielewicze, Bobrowniki, Borki, Chomontowce, Dzierniakowo, Gródek I, Gródek II, Grzybowce, Kołodno, Królowe Stojło, Królowy Most, Mieleszki, Mieleszki-Kolonia, Mostowlany, 
Nowosiółki, Pieszczaniki, Piłatowszczyzna, Podozierany, Radunin, Skroblaki, Słuczanka, Sofipol, Straszewo, Waliły, Waliły-Dwór, Waliły-Stacja, Wiejki, Wierobie, Załuki, Zarzeczany, Zubki, Zubry.

## Miejscowości niesołeckie
Bagno, Bobkowy Hrud, Downiewo, Glejsk, Gobiaty, Jakubin, Jaryłówka, Józefowo, Józefowo (leśniczówka), Kondycja, Kozi Las, Kuberka, Łużany, Narejki, Pałatki, Podzałuki, Przechody, Radunin (gajówka), Ruda, Skroblaki (leśniczówka), Stryjenszczyzna, Świsłoczany, Turowo, Waliły-Osada, Wyżary, Zasady, Zielona.

## Sąsiednie gminy
Krynki, Michałowo, Supraśl, Szudziałowo, gmina Zabłudów. Gmina sąsiaduje z Białorusią.

## Przyroda
Właściwym dla Gródka jest Nadleśnictwo Waliły, podlegające Regionalnemu Dyrektorowi Ochrony Środowiska w Białymstoku.
Na terenie gminy częściowo znajdują się rezerwaty przyrody:
- Las Cieliczański
- Chomontowszczyzna
- Jezioro Wiejki
- Rabinówka

Rezerwat Chomontowszczyzna utworzono m.in. w celu zachowania wolno żyjącego stada żubrów.
W ramach programu sieci obszarów objętych ochroną przyrody na terytorium Unii Europejskiej Natura 2000 w celu zachowanie określonych typów siedlisk przyrodniczych oraz gatunków, które uważane są za cenne i zagrożone w skali całej Europy, objęte zostały, mieszcząca się w części na terenie gminy Gródek:  
- Ostoja Knyszyńska[16]
- Puszcza Knyszyńska[17]

W obrębie gminy Gródek znajduje się także część Parku Krajobrazowego Puszczy Knyszyńskiej im. profesora Witolda Sławińskiego oraz część Obszaru Chronionego Krajobrazu Wzgórza Sokólskie.